# Geoff Ryman

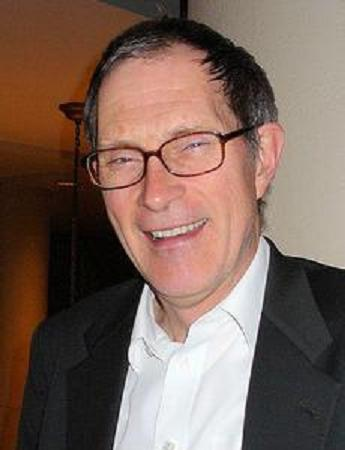
Geoff Ryman

Geoff Ryman (* 1951 in Kanada) ist ein kanadischer Science-Fiction- und Fantasy-Autor. Er prägte den Begriff mundane science fiction (in etwa: „profane Science-Fiction“). Dieses Subgenre der Science-Fiction zeichnet sich dadurch aus, dass ihr Schauplatz in der Regel die Erde oder der erdnahe Raum ist, und dass sie eine glaubwürdige Darstellung der heute bekannten Wissenschaft und Technologie vermitteln will.

## Leben
Geoff Ryman wurde als Sohn einer Journalistin und eines Wissenschaftlers geboren. Durch seine Mutter kam er zum Schreiben und veröffentlichte im Alter von 8 Jahren seine erste Kurzgeschichte in einer Lokalzeitung. Sein Vater, der ebenfalls künstlerisch begabt ist, weckte mit Geschichten über Laser sein Interesse für Wissenschaft und SF. Trotzdem war sein Weg zum Schriftsteller noch weit. Zum einen zog er mit seinen Eltern im Alter von 11 Jahren nach Los Angeles. Dort graduierte er an der UCLA in Englisch und Geschichte. Möglicherweise durch L. A. inspiriert, wollte er Schauspieler werden. Erst 1973, als er nach England zog, begann er das Schreiben ernster zu nehmen. Im Jahre 1976 verkaufte er seine erste Kurzgeschichte.
Neben seiner Tätigkeit als Autor arbeitet Geoff Ryman als Webdesigner und half dabei mit, die britische Regierung ins Internet zu bringen. Er leitete unter anderem die Teams, die die ersten offiziellen Webseiten über die Britische Monarchie und No 10 Downing Street erstellten, und arbeitet auch an „direct.gov.uk“ mit, einer Website der britischen Regierung. Mittlerweile unterrichtet er in Teilzeit das Schreiben an der Universität von Manchester und betreibt zusätzlich einen Workshop über das Schreiben in Kambodscha.
Geoff Ryman lebt derzeit offen homosexuell in London. Er besitzt zudem eine Wohnung in einer größeren Stadt am Amazonas in Brasilien, die er häufig besucht.
Fast alle seiner Kurzgeschichten und Romane sind für internationale oder bedeutende nationale SF-Awards nominiert worden; eine ganze Reihe davon haben auch gewonnen. Den bisher größten Erfolg kann Ryman für seinen Roman Air verzeichnen, der mit dem Arthur C. Clarke Award, dem James Tiptree, Jr. Award, dem British Science Fiction Association Award und dem Sunburst Award gleich vier Preise auf einmal abgeräumt hat.

## Werk

### Romane
- The Warrior Who Carried Life. George Allen & Unwin, 1985, ISBN 0-04-823294-7.
  - Der Orden der Frauen. Goldmann #23897, 1986, Übersetzer Bernd Müller, ISBN 3-442-23897-8.

| Award | Kategorie      | Platz     |
| ----- | -------------- | --------- |
| Locus | Erstlingsroman | 15        |
| BSFA  | Roman          | nominiert |

- The Unconquered Country: A Life History. Unicorn / Unwin Paperbacks, 1986, ISBN 0-04-823314-5.
  - Das unbesiegte Land. Heyne Science-Fiction & Fantasy #5139, 1994, Übersetzer Hans-Ulrich Möhring, ISBN 3-453-07758-X.

| Award               | Kategorie     | Platz    |
| ------------------- | ------------- | -------- |
| Campbell Memorial   | Roman         | 3        |
| Locus               | Fantasy-Roman | 22       |
| World Fantasy Award | Kurzroman     | Gewinner |

- The Child Garden. Unwin Hyman, 1989, ISBN 0-04-440393-3.
  - Ein Garten für Kinder oder eine Posse. Heyne Science-Fiction & Fantasy #4940, 1992, Übersetzerin Ingrid Herrmann, ISBN 3-453-05851-8.

| Award             | Kategorie | Platz     |
| ----------------- | --------- | --------- |
| Campbell Memorial | Roman     | Gewinner  |
| Clarke            | Roman     | Gewinner  |
| Locus             | SF-Roman  | 21        |
| BSFA              | Roman     | nominiert |

- Was, auch Was…. HarperCollins (UK), 1992, ISBN 0-00-223931-0.

| Award                    | Kategorie     | Platz     |
| ------------------------ | ------------- | --------- |
| Locus                    | Fantasy-Roman | 5         |
| World Fantasy            | Roman         | nominiert |
| Gaylactic Spectrum Award | Hall of Fame  | Gewinner  |

- 253. Flamingo / HarperCollins, 1998, ISBN 0-00-655078-9.
  - 253 – der U-Bahn-Roman. dtv, 2000, Übersetzer Lutz-W. Wolff, ISBN 3-423-24210-8.
  - 253 – der U-Bahn-Roman. dtv, 2005, Übersetzer Lutz-W. Wolff, ISBN 3-423-20864-3. (ungek. Ausgabe)
  - Der Roman ist in seiner ursprünglichen Form als Hypertext im Web veröffentlicht worden (253, or Tube Theatre) und gilt als erster Internet-Roman. Jede dieser Hypertextseiten besteht aus exakt 253 Wörtern.

| Award         | Kategorie | Platz    |
| ------------- | --------- | -------- |
| Dick Memorial | Roman     | Gewinner |

- Lust: or No Harm Done. Flamingo / HarperCollins, 2001, ISBN 0-00-225987-7.

| Award    | Kategorie | Platz     |
| -------- | --------- | --------- |
| BSFA     | Roman     | nominiert |
| Spectrum | Roman     | nominiert |

- Air. St. Martin’s Griffin, 2004, ISBN 0-312-26121-7.

| Award             | Kategorie | Platz     |
| ----------------- | --------- | --------- |
| Campbell Memorial | Roman     | 3         |
| Clarke            | Roman     | Gewinner  |
| Dick Memorial     | Roman     | nominiert |
| Locus             | SF-Roman  | 14        |
| Nebula            | Roman     | nominiert |
| Tiptree           | Fiction   | Gewinner  |
| BSFA              | Roman     | Gewinner  |
| Sunburst          | Roman     | Gewinner  |

- The King’s Last Song. HarperCollins (UK), 2006, ISBN 0-00-225988-5.
- Pol Pot’s Beautiful Daughter. 2006. (Novelle)
  - Pol Pots wunderschöne Tochter. Golkonda, 2014, Übersetzer Hans-Ulrich Möhring, ISBN 978-3-942396-97-4. (Novelle)

### Kurzgeschichtensammlungen
- Unconquered Countries. 1994

| - A Fall of Angels, or On the Possibility of Life Under Extreme Conditions. 1994 - Fan. 1994 (Der Fan) - O Happy Day!. 1985 - The Unconquered Country. 1984 (Das unbesiegte Land) |

| Award   | Kategorie | Platz     |
| ------- | --------- | --------- |
| Tiptree | Fiction   | nominiert |

- Paradise Tales. 2011

| - The Film-makers of Mars. 2008 - The Last Ten Years in the Life of Hero Kai. 2005 (Die letzten zehn Jahre im Leben des Helden Kai) - Birth Days. 2003 (Geburtstage) - V.A.O.. 2002 (S.A.S.) - The Future of Science Fiction. 1992 - Omnisexual. 1990 - Home. 1995 - Warmth. 1995 (Wärme. auch Herzlichkeit) - Everywhere. 1999 - No Bad Thing. 2007 - Talk Is Cheap. 2008 - Days of Wonder. 2008 - You. 2009 - K is for Kosovo (or, Massimo’s Career). 2011 - Blocked. 2009 (Aufgehalten) |

### Kurzgeschichten
- The Diary of the Translator. 1976
- The Unconquered Country. 1984
  - Das unbesiegte Land. Enthalten in: Hannes Riffel, Karlheinz Schlögl (Hrsg.): Pol Pots wunderschöne Tochter. Golkonda Verlag, 2014, ISBN 3-942396-97-1

| Award         | Kategorie                | Platz     |
| ------------- | ------------------------ | --------- |
| Locus         | Erzählung                | 12        |
| Nebula        | Erzählung                | nominiert |
| World Fantasy | Erzählung                | Gewinner  |
| Imaginaire    | internationale Erzählung | nominiert |
| BSFA          | Short Fiction            | Gewinner  |

- O Happy Day!. 1985

| Award | Kategorie     | Platz     |
| ----- | ------------- | --------- |
| Locus | Kurzroman     | 22        |
| BSFA  | Short Fiction | nominiert |

- Love Sickness. 1987

| Award | Kategorie     | Platz    |
| ----- | ------------- | -------- |
| Locus | Erzählung     | 8        |
| BSFA  | Short Fiction | Gewinner |

- Omnisexual. 1990

- The Future of Science Fiction. 1992

- Dead Space for the Unexpected. 1994

- Fan. 1994
  - Der Fan. Enthalten in: Wolfgang Jeschke (Hrsg.): Das Jahr der Maus. Heyne, 2000, ISBN 3-453-15651-X

| Award  | Kategorie | Platz     |
| ------ | --------- | --------- |
| Locus  | Erzählung | 14        |
| Nebula | Erzählung | nominiert |

- A Fall of Angels, or On the Possibility of Life Under Extreme Conditions. 1994

| Award | Kategorie | Platz |
| ----- | --------- | ----- |
| Locus | Erzählung | 12    |

- Home. 1995

| Award | Kategorie      | Platz |
| ----- | -------------- | ----- |
| Locus | Kurzgeschichte | 14    |

- Warmth. 1995
  - Wärme. Enthalten in: Wolfgang Jeschke (Hrsg.): Die Vergangenheit der Zukunft. Heyne, 1998, ISBN 3-453-13337-4
  - Herzlichkeit. Enthalten in: Hannes Riffel, Karlheinz Schlögl (Hrsg.): Pol Pots wunderschöne Tochter. Golkonda Verlag, 2014, ISBN 3-942396-97-1

| Award | Kategorie     | Platz     |
| ----- | ------------- | --------- |
| BSFA  | Short Fiction | nominiert |

- Family, or The Nativity and Flight into Egypt considered as episodes of I Love Lucy. 1998

| Award | Kategorie   | Platz     |
| ----- | ----------- | --------- |
| BFS   | Short Story | nominiert |

- Everywhere. 1999

| Award | Kategorie      | Platz |
| ----- | -------------- | ----- |
| Locus | Kurzgeschichte | 12    |

- Have Not Have. 2001

| Award | Kategorie | Platz |
| ----- | --------- | ----- |
| Locus | Kurzroman | 12    |

- V.A.O.. 2002
  - S.A.S.. Enthalten in: Peter Crowther (Hrsg.): Moloch. Bastei-Lübbe, 2005, ISBN 3-404-23280-1

| Award | Kategorie | Platz |
| ----- | --------- | ----- |
| Locus | Kurzroman | 22    |

- Birth Days. 2003
  - Geburtstage. Enthalten in: Hannes Riffel, Karlheinz Schlögl (Hrsg.): Pol Pots wunderschöne Tochter. Golkonda Verlag, 2014, ISBN 3-942396-97-1

| Award   | Kategorie      | Platz     |
| ------- | -------------- | --------- |
| Locus   | Kurzgeschichte | 33        |
| Tiptree | Fiction        | nominiert |
| BSFA    | Short Fiction  | nominiert |

- The Last Ten Years in the Life of Hero Kai. 2005
  - Die letzten zehn Jahre im Leben des Helden Kai. Enthalten in: Hannes Riffel, Karlheinz Schlögl (Hrsg.): Pol Pots wunderschöne Tochter. Golkonda Verlag, 2014, ISBN 3-942396-97-1

| Award | Kategorie | Platz |
| ----- | --------- | ----- |
| Locus | Kurzroman | 8     |

- Pol Pot’s Beautiful Daughter (Fantasy). 2006
  - Pol Pots wunderschöne Tochter. Enthalten in: Hannes Riffel, Karlheinz Schlögl (Hrsg.): Pol Pots wunderschöne Tochter. Golkonda Verlag, 2014, ISBN 3-942396-97-1

| Award  | Kategorie | Platz     |
| ------ | --------- | --------- |
| Hugo   | Kurzroman | nominiert |
| Locus  | Kurzroman | 2         |
| Nebula | Kurzroman | nominiert |

- No Bad Thing. 2007
- Talk Is Cheap. 2008
- Days of Wonder. 2008
- The Film-makers of Mars. 2008
- Blocked. 2009
  - Aufgehalten. Enthalten in: Hannes Riffel, Karlheinz Schlögl (Hrsg.): Pol Pots wunderschöne Tochter. Golkonda Verlag, 2014, ISBN 3-942396-97-1
- You. 2009
- K is for Kosovo (or, Massimo’s Career). 2011

### Anthologie
- When It Changed: Science into Fiction. 2009